# ديفيد كروفورد (لاعب كرة قدم)
ديفيد كروفورد (9 مارس 1873 - 1 يوليو 1937) (بالإنجليزية: David Crawford)‏ هو لاعب كرة قدم بريطاني (وحمل سابقاً جنسية المملكة المتحدة لبريطانيا العظمى وأيرلندا) في مركز الظهير. لعب مع نادي سانت ميرين.

## وصلات خارجية
- ديفيد كروفورد على موقع الاتحاد الإسكتلندي (الإنجليزية)
- ديفيد كروفورد على موقع قاعدة بيانات كرة القدم.إي يو (الإنجليزية)